# Ілачу
Ілачу (рум. Ilaciu) — село у повіті Вилча в Румунії. Входить до складу комуни Алуну.
Село розташоване на відстані 190 км на захід від Бухареста, 45 км на захід від Римніку-Вилчі, 73 км на північ від Крайови.

## Населення
За даними перепису населення 2002 року у селі проживали 445 осіб, усі — румуни. Усі жителі села рідною мовою назвали румунську.